# 旅馆式办公
旅馆式办公是一种办公室管理的方法。旅馆式办公可以让员工动态地安排对办公桌、小隔间、办公室等工位的使用。这是一种替代传统固定分配座位的方法。旅馆式办公采取预订非指定座位：员工在来办公室工作之前需要提前预定一个工位。另一种管理非指定座位的方法是办公桌论用制，但它不涉及预订。如果采用“办公桌论用制”，员工需在到达办公室时选择一个工位，不需要提前预订。
在旅馆式办公模式中，员工没有自己专属的办公桌。相反，他们只在需要进行办公室工作的日子，为自己预定一张可供临时使用的桌子即可。与更传统的“一人一桌”模式相比，旅馆式办公的优势包括它节省了商业地产的成本和为员工创造了更多的交流和合作机会。
移动技术的发展和工人流动性的提高，促成了旅馆式办公的出现。那些经常需要员工出差，或者拥有越来越多远程或移动办公人员的机构最适合采用旅馆式办公。《华盛顿邮报》的一篇文章称，越来越多的人采用旅馆式办公的现象反映出“办公室”的一种转变：它正在从“家庭式基地”转变为“接待中心”。
20世纪90年代起，就有公司在开始实施旅馆式办公，咨询和会计公司是最早采用的这一办公模式。

## 如何运行
相比之下，旅馆式办公更适合某些特定工种。1994年，在考虑最适合在旅馆式办公模式下工作的工种，芝加哥的两家公司转向了这一工作模式。2011年，博思艾伦（Booz Allen）在采用了旅馆式办公下，不再需要专人负责接待印冊工作。
从预订办公空间的基本流程到与公司信息技术(IT)系统集成的复杂系统, 旅馆式办公系统的复杂程度各不相同。技术集成是旅馆式办公系统成功的一个重要因素。它允许员工自主获取他们需要的办公室的信息，并方便地进行预订。